# Lizamavel Collado
Lizamavel Mercedes Collado Vargas (conocida simplemente como Lizamavel Collado; Santo Domingo, República Dominicana, 24 de septiembre de 1981) es una periodista, gestora empresarial, mujer de negocios, experta en gestión financiera, agente inmobiliaria, presidenta y fundadora de Poder Ciudadano y política dominicana.
Collado fue miembro de la dirección central del partido Fuerza del Pueblo, columnista de varios periódicos y cofundadora, junto a su exesposo Víctor Fernández, de Fernández & Collado Asociados. Es, además, presidenta de Fercorich Water Salud Total.
Ha participado y representado la República Dominicana conferencias de alto nivel, como en el Congreso Mundial de Mujeres Políticas.

## Primeros años y familia
Hija de Edison Eugenio Collado Galán y Ana Eloisa Vargas López (ambos fenecidos), Lizamavel Mercedes Collado Vargas nació el 24 de septiembre de 1981 en Santo Domingo, capital de República Dominiana. En 1984 inició sus estudios primarios en el Instituto Dionaris Elizabeth, finalizándolos en 1993, allí continuó sus estudios secundarios en 1994 y al término se graduó de bachiller en ciencias y letras en 1998. 
En 1999 inició sus estudios universitarios y en 2003 se graduó de administración de empresas y negocios en la Barna Busines School. Continuando con su preparación académica, en el año 2006 Lizamavel Collado se graduó en Periodismo en el Instituto Dominicano de Periodismo. En esta institución, impartió docencia durante un período de dos años, enseñando las asignaturas de Prensa I e Historia del Periodismo Universal.
Lizamavel contrajo nupcias con Víctor Fernández en el año 2013 y se divorció en octubre de 2023. Tiene dos hijas: Ana Isabel Tavares y Victoria Fernández Collado.

## Vida política
Con la apertura de los comités de intermedios, Lizamavel Collado, incursionó en la política por primera vez en el año 2000 a través del Partido de la Liberación Dominicana en el intermedio Celia Sánchez. Allí permaneció 19 años seguidos hasta su renuncia en octubre de 2019 para pasar al partido fundado por Leonel Fernández, Fuerza del Pueblo, quien también acababa de reuniciar a la presidencia y militancia del PLD.
Lizamavel fue miembro de la dirección central y vocera del partido Fuerza del Pueblo desde su fundación hasta su renuncia en 2023.

## Vida profesional
Como periodista, Collado ha trabajado en varios medios de comunicación y ha escrito numerosos artículos sobre la libertad de expresión en la prensa y de política económica y social, así como la participación de la mujer en la política.
Durante la crisis global generada por la pandemia Covid-19, Lizamavel Collado realizó varias recomendaciones al gobierno dominicano para evitar el colapso de la economía local.
Junto a Víctor Fernández, fundó  Fernández & Collado Grupo Asociados, una compañía de servicios legales, obras, reformas y desarrollo inmobiliario. También es propietaria de Fercorich Water Salud Total, esta última se dedica al tratamiento de agua para el consumo humano.